# Parco di Ariadello e della Valle dei Navigli
Il  Parco di Ariadello e della Valle dei Navigli è un PLIS (Parco Locale di Interesse Sovracomunale) istituito dalla Provincia di Cremona con Deliberazione di Giunta Provinciale n* 278 del 27 maggio 2003.
Si tratta di un'area pianeggiante che si sviluppa lunga una fitta rete idrica di rogge, canali e navigli. L'istituzione del parco si propone di conservare alcune fasce boscate che comprendono l'ontano, il salice, il platano, il pioppo, l'olmo, la robinia, il sanguinello, oltre alla microfauna.

## Ariadello
Il parco prende nome dal Santuario della Beata Vergine di Ariadello, un edificio di culto costruito nel 1663 per testimoniare la restituzione miracolosa dell'udito e della parola alla figlia sordomuta del marchese Barbò, mentre stava offrendo un mazzolino di fiori alla immagine della Madonna dipinta sul muro diroccato di un'antica costruzione.